# ملانکولیا ۱
ملانکولیا ۱ (به انگلیسی: Melencolia I) یک اثر حکاکی در سال ۱۵۱۴ توسط هنرمند آلمانی عصر رنسانس، آلبرشت دورر است. موضوع اصلی این تابلو چهره زنی بالدار، مبهم و افسرده‌است که تصور می‌شود شخصیتی از ملانکولیا است. فضای اثر با نمادها و ابزارهای مرتبط با کاردستی و نجاری از جمله یک ساعت شنی، ترازو، رنده (نجاری) و اره پر شده‌است. اشیاء دیگر مربوط به کیمیاگری، هندسه یا عددشناسی است. در پشت شکل، ساختاری شبیه مربع جادویی و نردبانی منتهی به قاب قرار دارد. آسمان حاوی رنگین کمان، ستاره دنباله دار یا سیاره است و موجودی شبیه خفاش در آن دیده می‌شود.